# Olivier Merlin
Olivier Merlin, né le 18 mai 1907 à Neuilly-sur-Seine et mort le 14 avril 2005 à Paris, est un journaliste et écrivain français.

## Biographie
Olivier Merlin est le neveu de l'administrateur colonial Martial Merlin. Licencié en droit et détenteur d'un diplôme d'études supérieures de droit public et d'économie politique, il a fréquenté l'École du Louvre. Après une brève carrière d'avocat commencée en 1926, il s'oriente vers le journalisme. Il est rédacteur au Temps de 1931 à 1939 là où son père Paul rédigeait la chronique politique. Pendant la guerre, il est prisonnier et reste incarcéré en Allemagne jusqu'à la Libération. En 1945, il devient chroniqueur sportif spécialisé dans le tennis et critique chorégraphique au Monde
, tout en étant chef du secrétariat de rédaction. De 1954 à 1974, il est rédacteur en chef et grand reporter à Paris Match. Il retourne ensuite au Monde où il exerce jusqu'en 1985.
Passionné de moto, de danse, de bel canto, de sport, de corrida, il publie de nombreux ouvrages relatant les souvenirs riches en couleurs de ses multiples activités depuis son adolescence parisienne.
Une ardeur attestée par les innombrables articles publiés sous sa signature à l'occasion des plus grandes compétitions : Jeux olympiques d'hiver et d'été, Grand Prix automobiles, matchs de boxe, tournois de tennis, Coupe Davis, tauromachie... Olivier Merlin incarne l'exemple du sportsman en grande condition qu'aucune performance sportive ne laisse indifférent : un homme sage, généreux, amoureux de la vie et écrivain humaniste.

## Ouvrages
- Fangio, pilote de course, Desclée de Brouwer, 1959
- La corrida ou le mystère sacré, Odé (Le monde en couleur)
- L'être flamenco, Odé (Le monde en couleur)
- Le bel canto, Julliard, 1961
- Stravinsky, Hachette (Génies et Réalités), 1963
- Un souterrain au Vatican, Fayard, 1971[2]
- L'Opéra de Paris, Paris, Hatier, 1975 - Prix Broquette-Gonin 1976 de l’Académie française
- Georges Carpentier, gentleman du ring, Hatier, 1975
- Quand le bel canto régnait sur le boulevard, Fayard, 1978
- Milady, Olivier Orban, 1985
- Une belle époque : 1945-1950, Olivier Orban, 1986
- Tristan Bernard ou le temps de vivre, Calmann-Lévy, 1989 - Prix Roland de Jouvenel de l’Académie française
- Coups de sang, L'École des loisirs (Médium-club), 1998